# Rex Chapman
Rex Everett Chapman (Bowling Green, Kentucky, 5 de octubre de 1967) es un exjugador de baloncesto estadounidense que disputó 12 temporadas en la NBA, en cuatro equipos diferentes. Con 1,93 metros de estatura, jugaba en la posición de escolta. Fue incluido en el segundo mejor quinteto de rookies de la NBA en 1989, y participó en dos ocasiones en el concurso de mates del All-Star Weekend. Es hijo del que fuera jugador de la ABA Wayne Chapman.

## Trayectoria deportiva

### Universidad
Tras haber sido considerado una leyenda en su etapa de High School, Chapman ingresó en la Universidad de Kentucky, consiguiendo en su primer año ser el novato con mejor porcentaje de anotación de la historia de los Kentucky Wildcats, promediando 16,0 puntos por partido. Al año siguiente se unió a Cotton Nash y Dan Issel como uno de los únicos jugadores de segundo año en la historia de la universidad en sobrepasar los mil puntos. Tras esas dos temporadas, se declararía elegible para el Draft de la NBA. En total promedió 17,6 puntos, 3,6 asistencias y 2,6 rebotes por partido.

### Profesional

#### Primeros años en Charlotte (1988-1991)
Fue elegido en la octava posición del Draft de la NBA de 1988 por Charlotte Hornets, siendo el primer jugador de la historia de la franquicia, de reciente creación, en firmar contrato con ellos. A pesar de llegar a la liga profesional con solo dos años de experiencia universitaria, se convirtió en una de las piezas clave de los Hornets, junto con Kelly Tripucka. Promedió 16,9 puntos por partido, el tercer mejor registro entre los novatos, siendo incluido en el segundo mejor quinteto de rookies de ese año.
En la temporada siguiente solo disputó 54 partidos, perdiéndose los últimos 23 debido a una fractura en su pierna derecha. A pesar de ello fue el segundo mejor anotador de su equipo, tras Armon Gilliam, promediando 17,5 puntos por encuentro. Ese año participó en el All-Star Weekend dentro del concurso de mates, en el que quedó en sexta posición, tras no pasar la primera ronda.
En la temporada 1990-91 continuó siendo uno de los jugadores más decisivos de su equipo, promediando 15,7 puntos, segundo de los Hornets, tras Johnny Newman y consiguiendo 48 triples. Fue votado por los aficionados de Charlotte como el mejor jugador del equipo. Jugó su mejor partido el 8 de diciembre de 1990 ante Denver Nuggets, en el que consiguió anotar 36 puntos, su máximo de la temporada. Ese año volvió a disputar el concurso de mates, dentro del All-Star Weekend disputado precisamente en Charlotte, en el que quedó en tercera posición, por detrás de Dee Brown y Shawn Kemp.

#### Una plaga de lesiones en los Bullets (1991-1995)
La temporada 1991-92 fue frustrante para Chapman, perdiéndose 60 partidos debido a una lesión en su talón izquierdo. El 19 de febrero fue traspasado a Washington Bullets a cambio de Tom Hammonds, pero solamente pudo disputar el último partido de la temporada regular, ante los Sixers, en el que consiguió 10 puntos y 4 rebotes. Al año siguiente las lesiones volvieron a hacer mella en él, perdiéndose 19 partidos, esta vez debido a un esguince en la rodilla y a un tirón en la espalda. Jugó 60 partidos, siendo titular en 23 de ellos, promediando 12,5 puntos y 1,9 asistencias, el quinto mejor de su equipo en anotación. Su mejor partido de la temporada fue en la derrota en la prórroga ante Cleveland Cavaliers en diciembre, en el que consiguió 37 puntos. A pesar de sus esfuerzos, los Bullets ocuparon el último puesto de la División Atlántico con 22 victorias y 60 derrotas.
La temporada 1993-94 fue, en lo que a los números se refiere, la mejor de Chapman en toda su carrera. A pesar de que se perdió más de 20 partidos por dos lesiones, una en el tobillo derecho y otra en la rodilla de la misma pierna, acabó la temporada siendo el máximo anotador del equipo, con 18,2 puntos por partido, igualado con el alero Don MacLean. Logró la que hasta aquel momento era su mejor marca anotadora de su vida profesional en un partido ante Denver Nuggets el 20 de marzo de 1994, cuando anotó 39 puntos, aunque su equipo perdió finalmente por más de 30 puntos de diferencia. A pesar de sus buenos promedios, los Bullets volvieron a perderse los playoffs, tras lograr 24 victorias y 58 derrotas. En seis años como profesional, Chapman no sabía a esas alturas lo que era jugar un partido de postemporada.
Chapman comenzó la temporada 1994-95 mostrando de nuevo ser un potencial All-Star, siendo nombrado mejor jugador de los Bullets del mes de noviembre tras promediar 18,8 puntos por partido. El día 12 de ese mes consiguió en un partido ante los Miami Heat anotar 8 de 14 triples, récord de la franquicia tanto en tiros de tres lanzados como anotados en un partido. Los problemas comenzaron en febrero, cuando se lesionó en un dedo y estuvo dos semanas de baja. Al poco tiempo de regresar, volvió a resentirse de su lesión, lo que le hizo perderse varios partidos más. Cuando ya parecía recuperado, un tirón muscular el 6 de abril hizo que su temporada finalizara prematuramente, causándole su segunda lesión más grave de su carrera deportiva. Promedió 16,2 puntos, 2,5 rebotes, 2,8 asistencias y 1,4 robos de balón, anotando 86 triples, solo 10 menos que los líderes de la liga en ese aspecto, Scott Skiles y Calbert Cheaney, aunque jugando muchos partidos menos. Acabó el año anotando 36 tiros libres consecutivos. A pesar de su aportación, su equipo acabó con tan solo 21 victorias por 61 derrotas, en parte debido a la plaga de lesiones que asoló el vestuario, con 14 jugadores perdiéndose un total de 317 partidos.

#### Una temporada en Miami (1995-1996)
El 28 de junio de 1995 fue traspasado a Miami Heat junto con los derechos del draft de Terrence Rencher a cambio de Jeff Webster y Ed Stokes. Tras perderse los primeros 26 partidos de la temporada debido a una inflamación en su tendón de Aquiles, de la cual fue intervenido quirúrgicamente, regresó para promediar 14,0 puntos por partido en los 56 partidos restantes, acabando como segundo mejor anotador de los Heat, tras Alonzo Mourning. Lideró a su equipo en tiros de tres intentados y convertidos, con 125 canastas de 337 lanzamientos. Fue titular en 50 partidos, desempeñando un claro rol de lanzador, sobre todo tras la lesión de Sasha Danilovic en su muñeca a mitad de temporada. Esa misma temporada igualó su mejor registro anotador de toda su carrera hasta el momento, al anotar 39 puntos en un partido ante Chicago Bulls el 23 de febrero de 1996, con una espectacular serie de 9 de 10 triples, quedándose a uno del récord de la franquicia, que lo ostentaba Brian Shaw con 10.

#### Sus cuatro últimos años, con los Suns (1996-2000)
Tras ser despedido por los Heat al finalizar la temporada, quedó como agente libre, fichando el 11 de octubre de 1996 con los Phoenix Suns, tras destacar en el campus de verano, por el salario mínimo de la liga. En su primera temporada en Arizona jugó 65 partidos, en 33 de ellos como titular, promediando 13,8 puntos, 2,8 rebotes y 2,8 asistencias. Se perdió todo el mes de febrero de competición por culpa de una fractura en el dedo índice de su mano derecha. A pesar de que siempre había ocupado posiciones de base o escolta, su entrenador esa temporada, Danny Ainge, lo usó en repetidas ocasiones como alero, haciendo jugar a su equipo con tres hombres pequeños, junto con Kevin Johnson y Jason Kidd. Esto le dio buenos resultados, sobre todo en el final de la temporada regular, en la que Chapman fue titular en los 14 últimos partidos, en los que consiguieron 11 victorias. En la primera ronda de los playoffs, ante Seattle Supersonics, fue titular en los cinco partidos, con el mejor promedio anotador de su equipo, 24,2 puntos por encuentro. En el primer partido de la serie, consiguió su récord personal, al anotar 42 puntos, además de batir un récord de la NBA, el de más triples anotados en un partido de playoffs, con 9, en la victoria de su equipo ante los Sonics por 106-101. En el cuarto partido, salvó un balón que se perdía por la línea de lateral, lanzando de tres puntos según venía, anotando la canasta que les deba el pase a la prórroga.
En la temporada 1997-98, las lesiones le hicieron perderse de nuevo 14 partidos de la fase regular. A pesar de ello, fue el máximo anotador de su equipo en su mejor temporada con los Suns, promediando 15,9 puntos por noche, por encima de los 15,1 de Antonio McDyess y los 14,2 de Clifford Robinson. Sin embargo, en los playoffs bajó su rendimiento, promediando tan solo 9 puntos por partido en la serie que perdieron en primera ronda ante San Antonio Spurs. Al año siguiente, una serie de lesiones hicieron que solo pudiera disputar 38 partidos, cayendo su promedio anotador hasta los 12,1 puntos por encuentro. Su mejor partido lo disputó ante Charlotte Hornets, en marzo de 1999, consiguiendo 25 puntos, 4 rebotes y 3 asistencias saliendo desde el banquillo.
En la que iba a ser su última temporada como profesional, la 1999-00, de nuevo las desgracias se cebaron con el jugador, teniendo que ser operado de apendicitis en el mes de marzo, lo que hizo que solo disputase 53 partidos. Su mejor actuación se produjo ante Utah Jazz en diciembre, anotando 29 puntos. Una nueva lesión hizo que no llegara al final de la temporada regular, optando en ese momento por la retirada definitiva del baloncesto, a los 32 años de edad. En el total de su carrera profesional promedió 14,6 puntos, 2,7 rebotes y 2,5 asistencias por partido.

### Selección nacional
Chapman fue parte de la selección de baloncesto de Estados Unidos que obtuvo la medalla de plata en los Juegos Panamericanos de 1987.

## Estadísticas de su carrera en la NBA

### Temporada regular
| Año     | Equipo     | PJ  | PT  | MPP  | %TC  | %3P  | %TL  | RPP | APP | ROB | TPP | PPP  |
| ------- | ---------- | --- | --- | ---- | ---- | ---- | ---- | --- | --- | --- | --- | ---- |
| 1988–89 | Charlotte  | 75  | 44  | 29.6 | .414 | .314 | .795 | 2.5 | 2.3 | 0.9 | 0.3 | 16.9 |
| 1989–90 | Charlotte  | 54  | 52  | 32.6 | .408 | .331 | .750 | 3.3 | 2.4 | 0.9 | 0.1 | 17.5 |
| 1990–91 | Charlotte  | 70  | 68  | 30.0 | .445 | .324 | .830 | 2.7 | 3.6 | 1.0 | 0.2 | 15.7 |
| 1991-92 | Charlotte  | 21  | 11  | 26.0 | .450 | .296 | .679 | 2.6 | 4.1 | 0.7 | 0.4 | 12.4 |
| 1991-92 | Washington | 1   | 0   | 22.0 | .417 | .000 | −    | 4.0 | 3.0 | 1.0 | 0.0 | 10.0 |
| 1992-93 | Washington | 60  | 23  | 21.7 | .477 | .371 | .810 | 1.5 | 1.9 | 0.6 | 0.2 | 12.5 |
| 1993-94 | Washington | 60  | 59  | 33.8 | .498 | .388 | .816 | 2.4 | 3.1 | 1.0 | 0.1 | 18.2 |
| 1994-95 | Washington | 45  | 29  | 32.6 | .397 | .314 | .862 | 2.5 | 2.8 | 1.5 | 0.3 | 16.2 |
| 1995-96 | Miami      | 56  | 50  | 33.3 | .426 | .371 | .735 | 2.6 | 3.0 | 0.8 | 0.2 | 14.0 |
| 1996–97 | Phoenix    | 65  | 33  | 28.2 | .443 | .350 | .832 | 2.8 | 2.8 | 0.8 | 0.1 | 13.8 |
| 1997–98 | Phoenix    | 68  | 67  | 33.3 | .427 | .386 | .781 | 2.5 | 3.0 | 1.0 | 0.2 | 15.9 |
| 1998–99 | Phoenix    | 38  | 35  | 31.1 | .359 | .351 | .835 | 2.7 | 2.9 | 0.9 | 0.2 | 12.1 |
| 1999–00 | Phoenix    | 58  | 19  | 18.1 | .388 | .333 | .756 | 1.5 | 1.2 | 0.4 | 0.0 | 6.6  |
| Total   | Total      | 666 | 490 | 29.3 | .430 | .350 | .800 | 2.5 | 2.7 | 0.9 | 0.2 | 14.6 |

### Playoffs
| Año   | Equipo  | PJ | PT | MPP  | %TC  | %3P  | %TL  | RPP | APP | ROB | TPP | PPP  |
| ----- | ------- | -- | -- | ---- | ---- | ---- | ---- | --- | --- | --- | --- | ---- |
| 1996  | Miami   | 3  | 3  | 29.3 | .429 | .231 | −    | 2.0 | 1.7 | 1.0 | 0.0 | 9.0  |
| 1997  | Phoenix | 5  | 5  | 38.2 | .494 | .458 | .680 | 3.2 | 2.6 | 0.4 | 0.0 | 24.2 |
| 1998  | Phoenix | 2  | 2  | 29.0 | .261 | .000 | .857 | 0.0 | 2.0 | 1.0 | 0.0 | 9.0  |
| 1999  | Phoenix | 3  | 3  | 19.0 | .286 | .333 | .750 | 2.0 | 2.0 | 0.3 | 0.0 | 5.7  |
| Total | Total   | 13 | 13 | 30.3 | .419 | .375 | .722 | 2.2 | 2.2 | 0.6 | 0.0 | 14.1 |

## Vida posterior
Tras retirarse del baloncesto en activo, siguió formando parte del club de los Suns, primero como ojeador, y más tarde como Director de Operaciones. En los playoffs de 2004 y 2005, fue comentarista especializado en las retransmisiones de los partidos para la TNT. En junio de 2005 aceptó el puesto de ayudante del Mánager General de los Minnesota Timberwolves, trabajando al lado de Kevin McHale.
En 2006 fue nombrado Vicepresidente de Personal de los Denver Nuggets. En la actualidad regenta un restaurante junto con su esposa Bridget en la localidad de Lexington (Massachusetts), denominado 64 Restaurant, además de trabajar a tiempo parcial como ojeador de los Timberwolves.